# Polygonum volchovense
Polygonum volchovense är en slideväxtart som beskrevs av N.N. Tsvelev. Polygonum volchovense ingår i släktet trampörter, och familjen slideväxter. Inga underarter finns listade i Catalogue of Life.